# Michotamia praeacuta
Michotamia praeacuta är en tvåvingeart som först beskrevs av Wulp 1898.  Michotamia praeacuta ingår i släktet Michotamia och familjen rovflugor. Inga underarter finns listade i Catalogue of Life.